# Aeropuerto Internacional Comandante Armando Tola
El Aeropuerto Internacional de El Calafate "Comandante Armando Tola" (IATA: FTE - OACI: SAWC - FAA: ECA), en honor al piloto santacruceño homónimo, es un aeropuerto que sirve a la ciudad de El Calafate, en la provincia de Santa Cruz, Argentina. El aeropuerto está ubicado a 23 km del centro de la ciudad, en dirección hacia el este por la RP 11.
La estación aérea fue construida en dos etapas, con Dr Néstor Kirchner como gobernador: entre 1997 y 1999 fueron construidas la pista y calles de rodaje por Vialidad de la provincia, en tanto al año siguiente fue licitada la terminal de pasajeros.

## Características
Posee una única pista de 2,550 x 45 m y una terminal de 2,800 m². El aeropuerto fue construido por el Gobierno de la Provincia de Santa Cruz en dos etapas:
1. Pista, Plataforma, calle de Rodaje y camino de Acceso: a través de La Administración General de Vialidad Provincial (AGVP), licitación pública adjudicada a las empresas Esuco S.A. - Decavial S.A. UTE, fecha de inicio: octubre de 1997. Fecha de finalización: mayo de 1999. Inspector de Obra por AGVP: Ing. Alejandro Sofía, Representante Técnico y Jefe de obra: Ing. Mauro Guatti.
2. Edificio Terminal: un año más tarde, mediante concesión de obra pública del Gobierno de la Provincia de Santa Cruz, se adjudicó la construcción y operación del Edificio Terminal e Infraestructura a la Empresa London Supply quien designó director general de obra al Ingeniero Mario Feldman (1941 - 2003). Fue inaugurado en noviembre de 2000. Se construyó en reemplazo del Aeropuerto de Lago Argentino. Este aeropuerto ha pasado por una importante ampliación llevada a cabo en 2014. Esto ha ampliado la capacidad operativa y factor de simultaneidad. En 2016 recibía unos 12 vuelos diarios y junto al nuevo Hospital SAMIC de El Calafate inaugurado en 2015, el aeropuerto ha subido su categoría en el año 2021 cuando se convirtió en Aeropuerto Internacional, a partir de ese año podrá recibir vuelos provenientes desde el exterior sin necesidad de obtener los permisos provisorios con los que se venía manejando.[5]

La terminal fue diseñada por Carlos Ott, arquitecto uruguayo nacionalizado canadiense, quien además fue responsable de la terminal de pasajeros del Aeropuerto Internacional de Ushuaia y Punta del Este - Uruguay. Por esta razón las terminales tienen características similares: un diseño en el que abunda la piedra y planos de techo en voladizos similares, adecuados para las particularidades climáticas de la zona.
El Aeropuerto Internacional de El Calafate es un medio de acceso importante para los turistas que visitan el Parque nacional Los Glaciares.

## Aerolíneas y destinos
| Aerolineas Argentinas 4 destinos          | Nacionales (3): Buenos Aires-Aeroparque / Buenos Aires-Ezeiza / San Carlos de Bariloche / Ushuaia Internacional (1): São Paulo |
| Flybondi 2 destinos                       | Nacionales (2): Buenos Aires-Aeroparque / Buenos Aires-Ezeiza / Ushuaia                                                        |
| JetSmart Argentina 1 destino              | Nacional (1): Buenos Aires-Aeroparque                                                                                          |
| Sky Airline 1 destino                     | Internacional (1): Santiago de Chile                                                                                           |
| Total: 5 destinos, 3 países, 4 aerolíneas | |

### Destinos nacionales
| Destinos regulares      | Nombre del aeropuerto                                             | Aerolíneas                                            | Avión                   | Frecuencias semanales |
| ----------------------- | ----------------------------------------------------------------- | ----------------------------------------------------- | ----------------------- | --------------------- |
| Argentina               |                                                                   |                                                       |                         |                       |
| Buenos Aires            | Aeroparque Jorge Newbery                                          | Aerolíneas Argentinas / Flybondi / JetSMART Argentina | E190, B737, B738 / A320 | 40                    |
| Buenos Aires            | Aeropuerto Internacional Ministro Pistarini                       | Aerolíneas Argentinas / Flybondi                      | B738, A332 / B738       | 16                    |
| Córdoba                 | Aeropuerto Internacional Ingeniero Aeronáutico Ambrosio Taravella | Aerolíneas Argentinas (Estacional)                    | B738, B38M              | 2                     |
| San Carlos de Bariloche | Aeropuerto Internacional Teniente Luis Candelaria                 | Aerolíneas Argentinas (Estacional)                    | B738, B38M              | 4                     |
| Ushuaia                 | Aeropuerto Internacional Malvinas Argentinas                      | Aerolíneas Argentinas / Flybondi                      | B738,B738 / B738        | 12                    |

### Destinos internacionales
| Destinos regulares | Nombre del aeropuerto                           | Aerolíneas                      | Avión | Frecuencias semanales |
| ------------------ | ----------------------------------------------- | ------------------------------- | ----- | --------------------- |
| Brasil             |                                                 |                                 |       |                       |
| São Paulo          | Aeropuerto Internacional de São Paulo-Guarulhos | Aerolíneas Argentinas (Vía COR) | B738  | 2                     |
| Chile              |                                                 |                                 |       |                       |
| Santiago de Chile  | Aeropuerto Internacional de Santiago de Chile   | Sky Airline                     | A320  | 2                     |

## Estadísticas

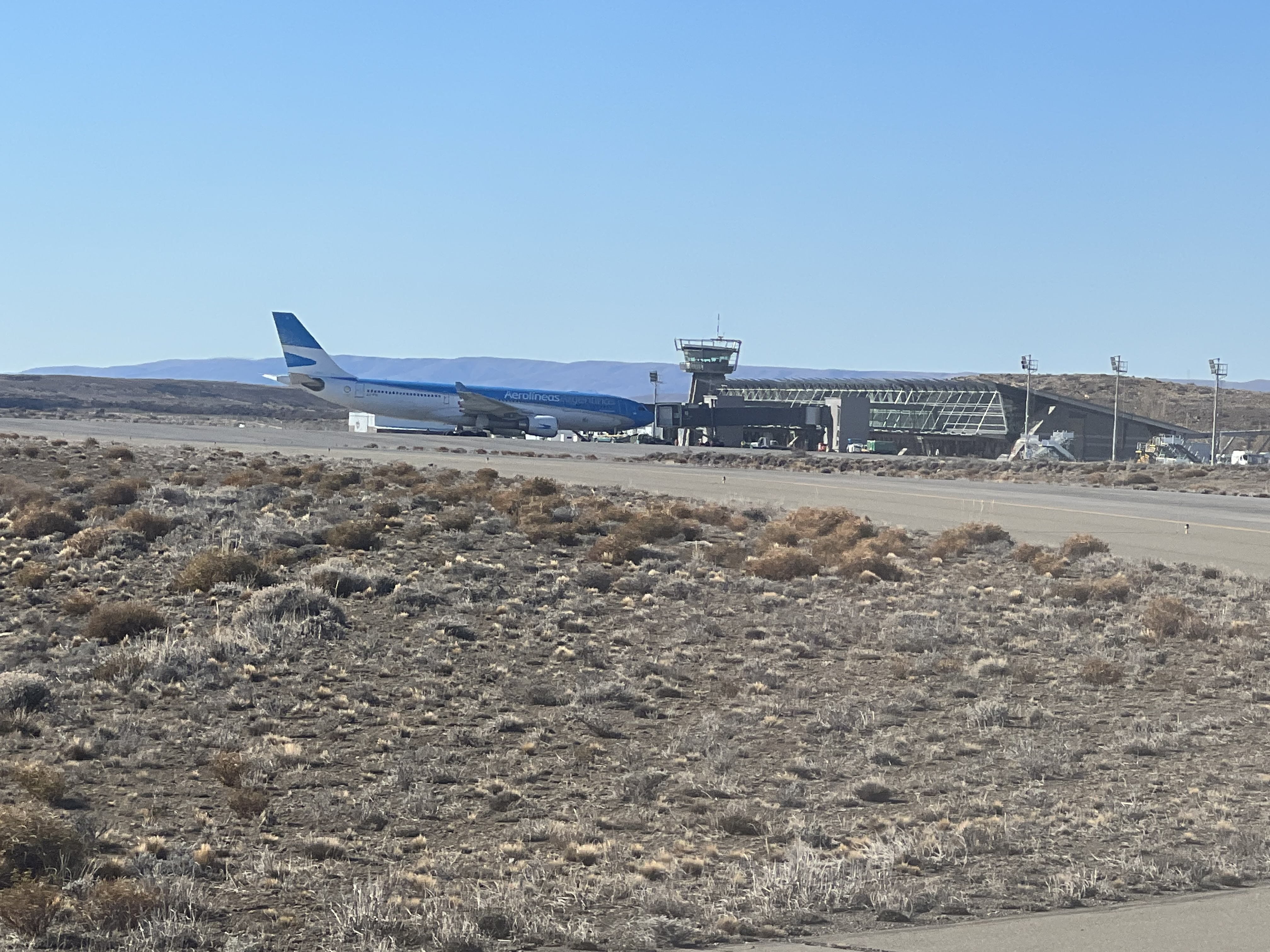
Vista del lado aire del aeropuerto.

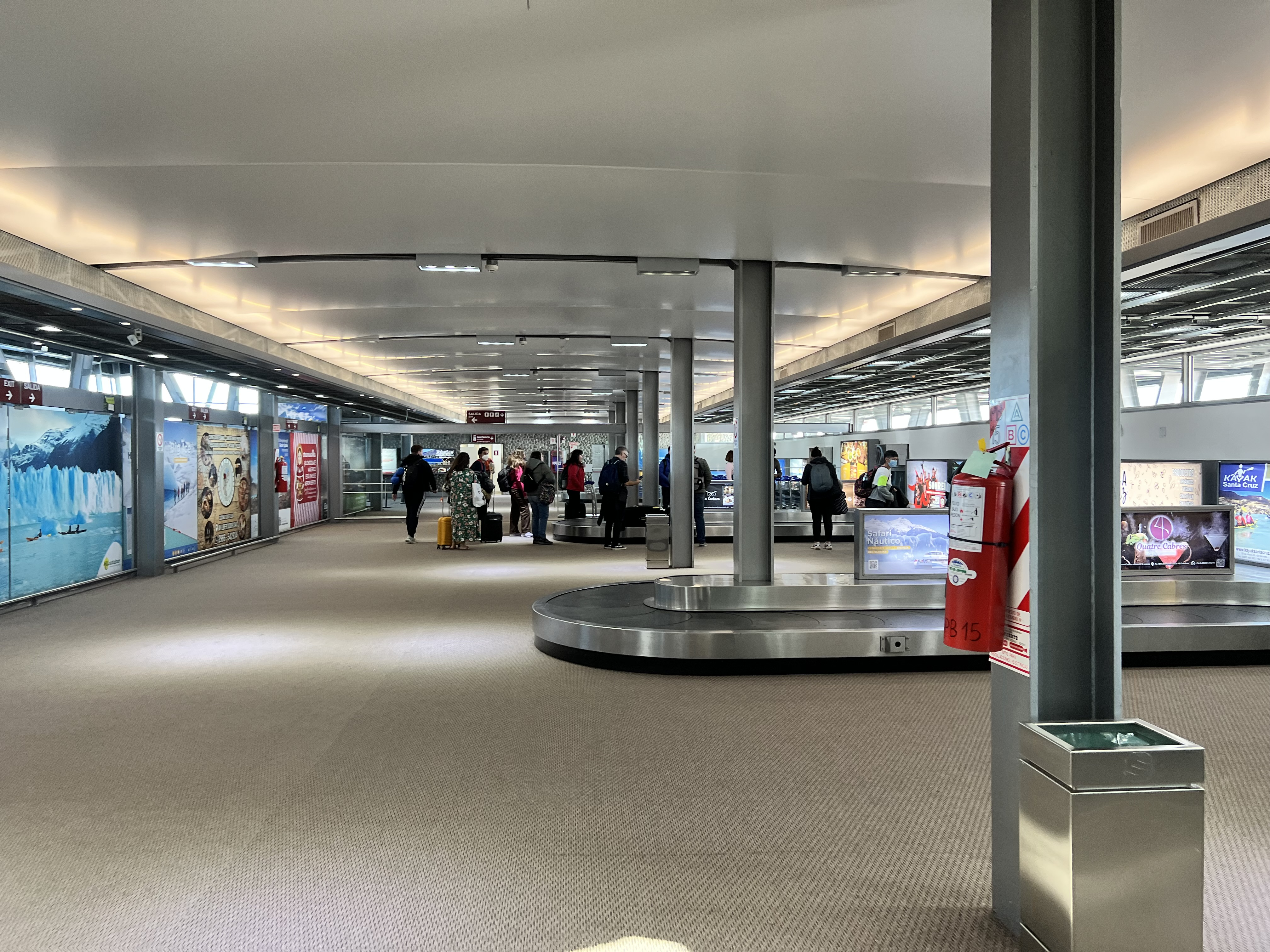
Bandas de reclamo de equipaje del aeropuerto.

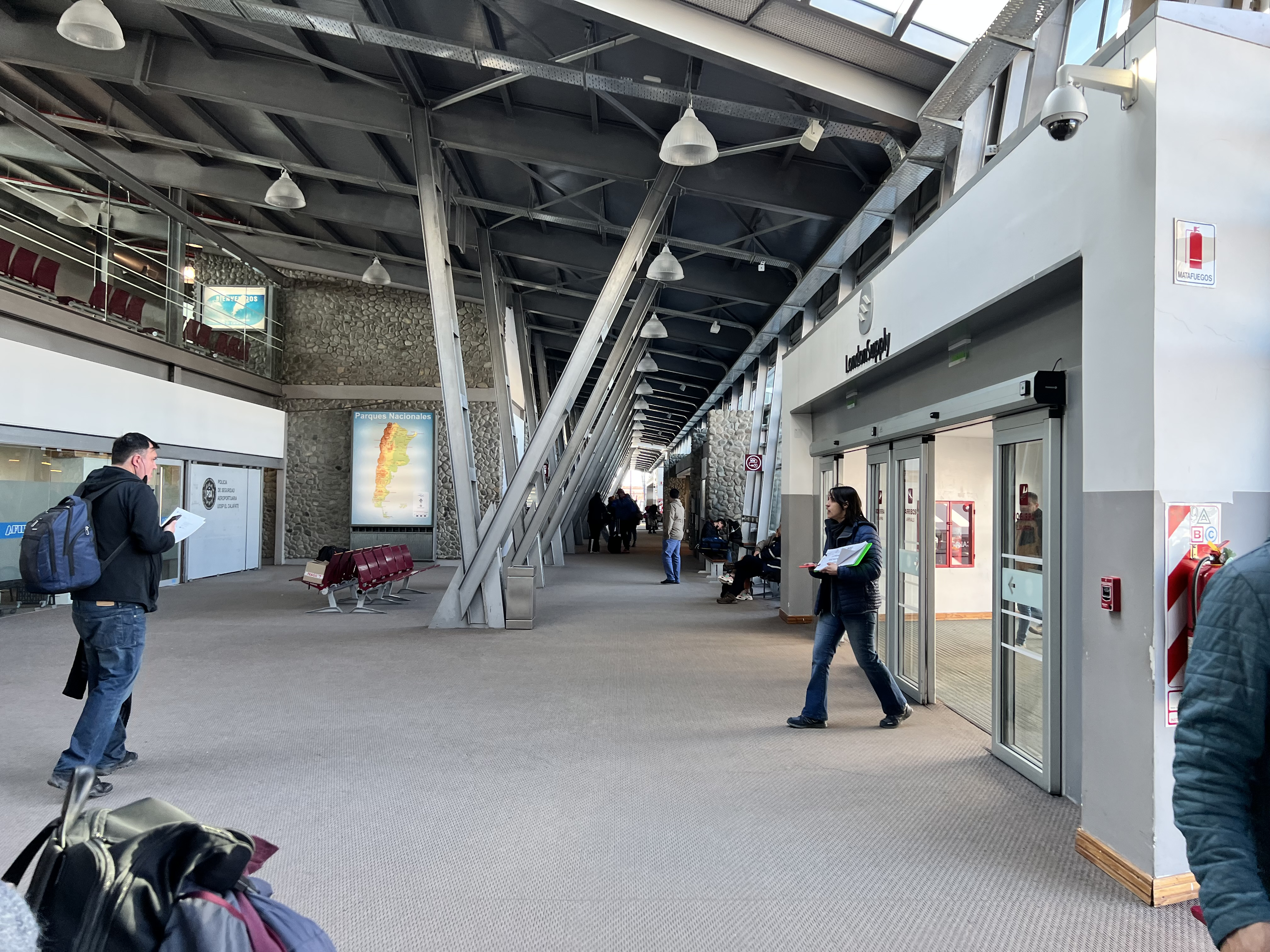
Pasillo principal del aeropuerto.

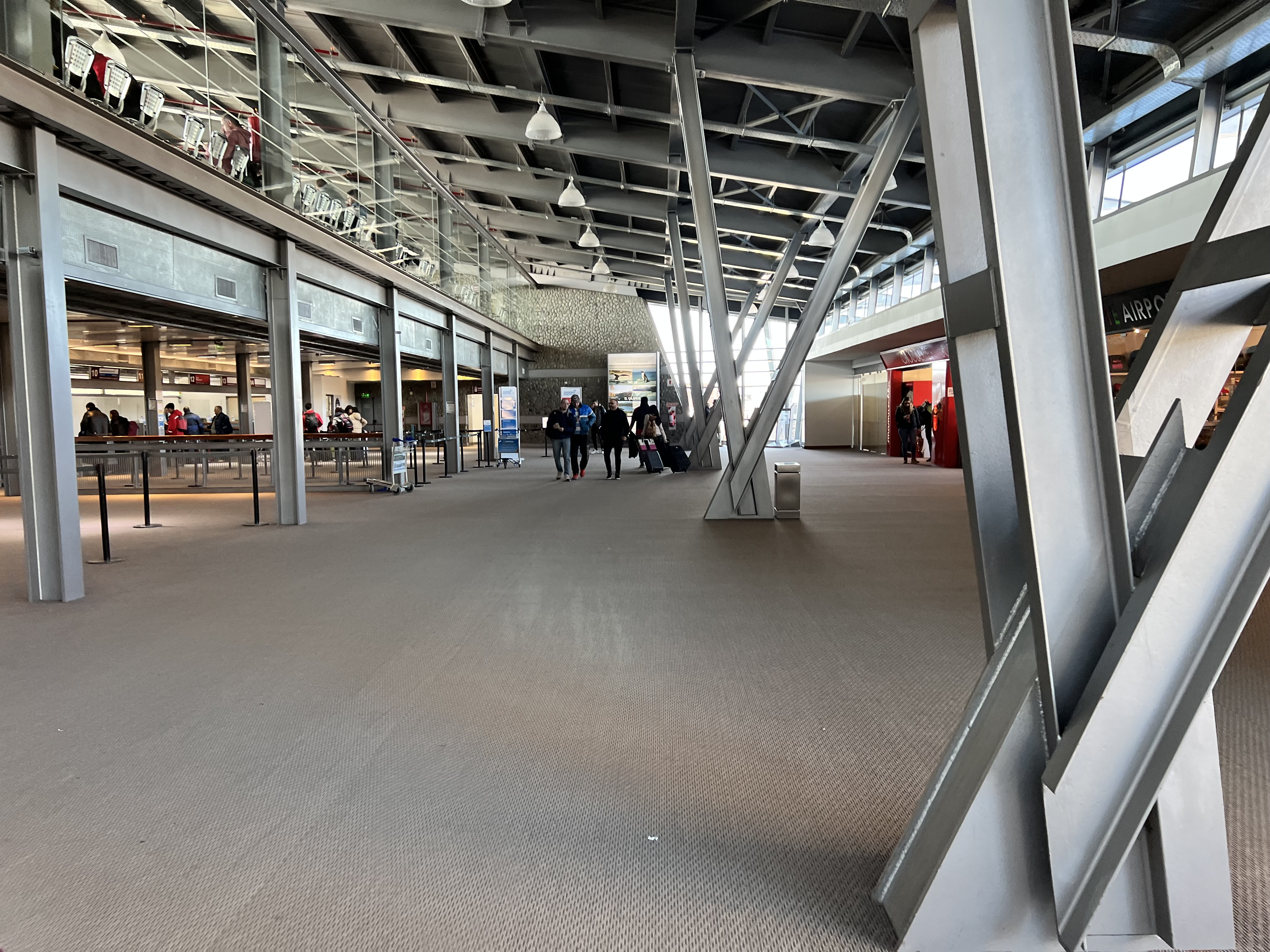
Pasillo principal del aeropuerto.

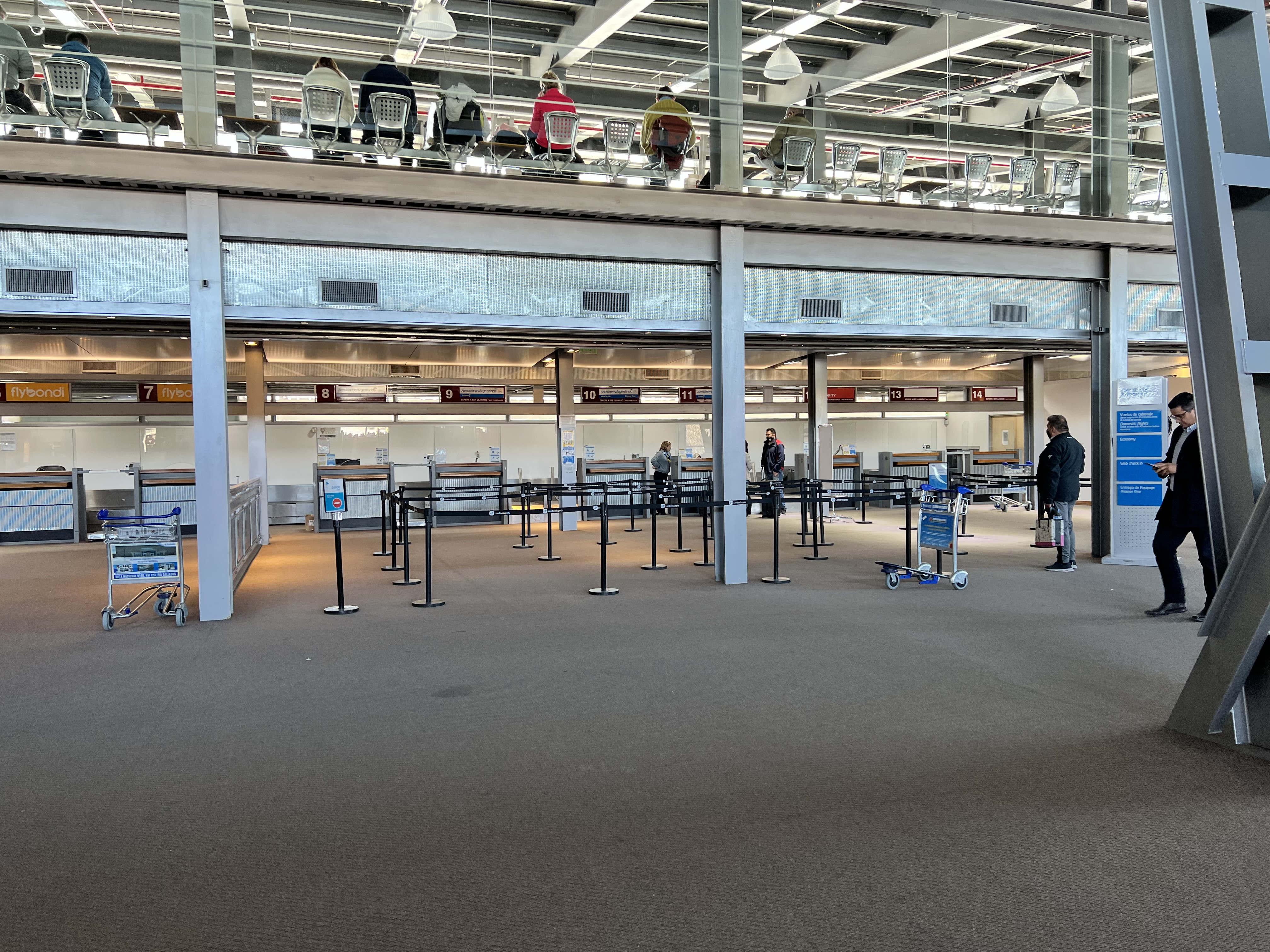
Mostradores de documentación del aeropuerto.

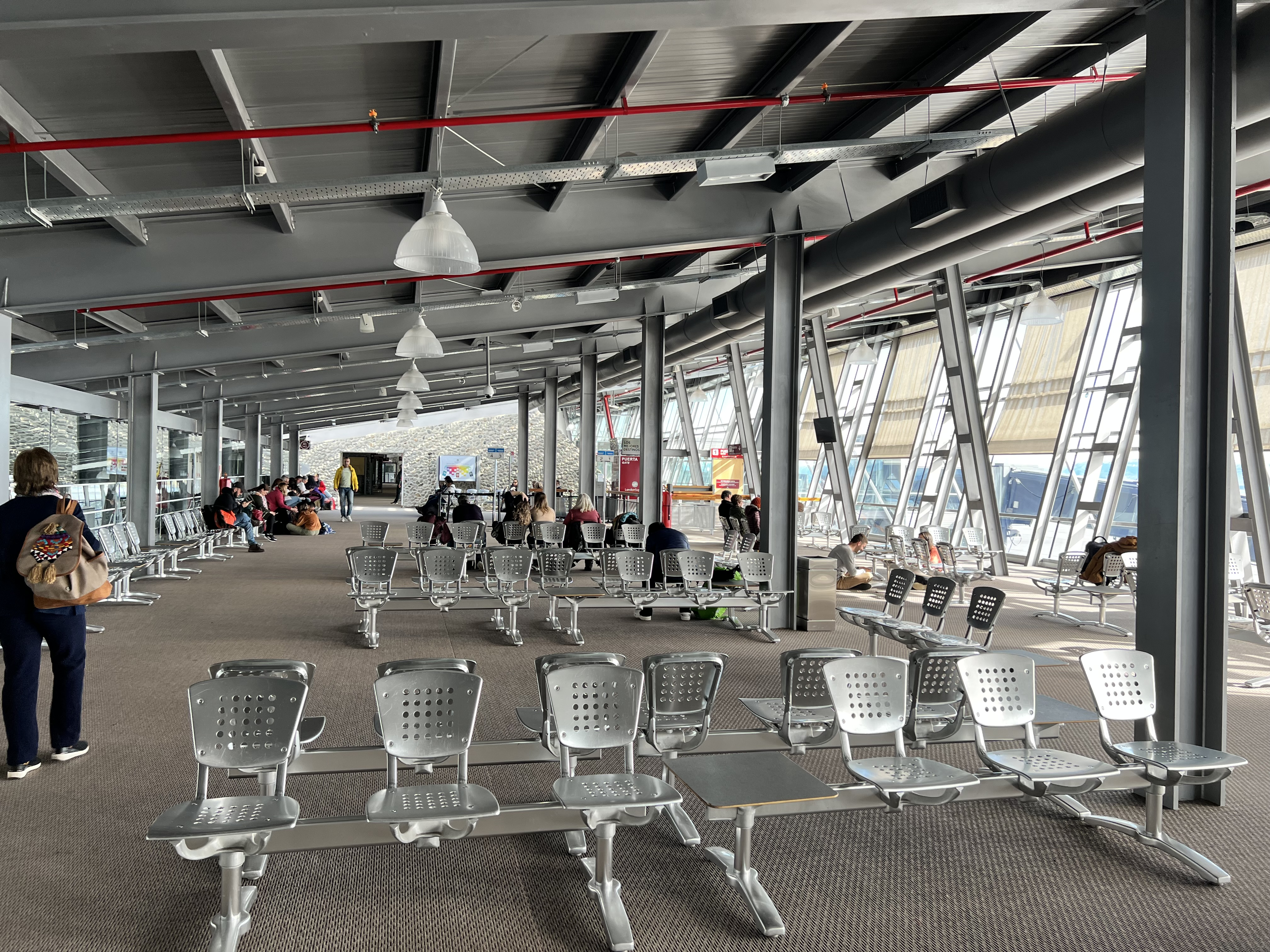
Sala de última espera del aeropuerto.

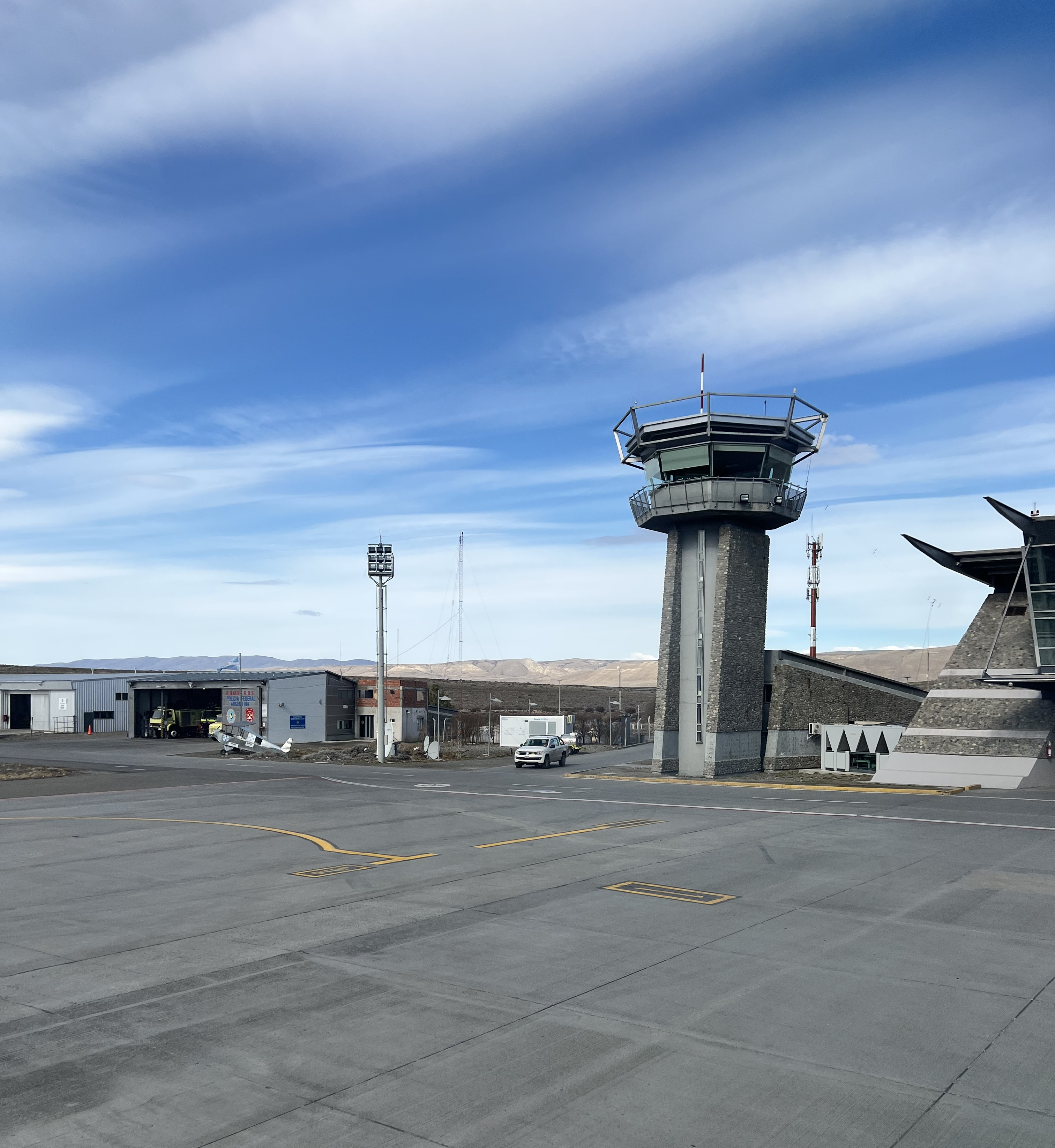
Torre de control de aeropuerto.

Ver fuente y consulta Wikidata.

### Evolución del tráfico de pasajeros
| \| 2025 ENE-JUN \| - \| 447.000 \| -5 \| - \| - \| - \| \| 2024 \| 10 \| 899.000 \| +1 \| - \| - \| - \| \| 2023 \| 10 \| 892.000 \| +24 \| - \| - \| - \| \| 2022 \| 10 \| 722.000 \| +120 \| - \| - \| - \| \| 2021 \| 10 \| 327.000 \| +42,17 \| - \| - \| - \| \| 2020 \| 10 \| 230.000 \| -65,93 \| - \| - \| - \| \| 2019 \| 11 \| 675.000 \| +12,88 \| - \| - \| - \| \| 2018 \| 14 \| 598.004 \| -4,60 \| 16 \| 5.065 \| -15,49 \| \| 2017 \| 11 \| 625.562 \| -10,9 \| 14 \| 5.850 \| -9,5 \| \| 2016 \| 10 \| 701.842 \| -3,3 \| 13 \| 6.454 \| -7,3 \| \| 2015 \| 9 \| 725.638 \| +16,3 \| 13 \| 6.963 \| +14,3 \| \| 2014 \| 9 \| 623.914 \| +15,2 \| 15 \| 6.091 \| -0,9 \| \| 2013 \| 10 \| 541.524 \| +6,0 \| 15 \| 6.148 \| +2,9 \| \| 2012 \| 10 \| 511.000 \| +0,3 \| 14 \| 5.976 \| +15,6 \| \| 2011 \| 8 \| 509.151 \| -13,5 \| 16 \| 5.170 \| -21,5 \| \| 2010 \| 8 \| 588.622 \| +0,5 \| 13 \| 6.589 \| +1,6 \| \| 2009 \| 7 \| 585.806 \| +1,3 \| 13 \| 6.482 \| +2,0 \| \| 2008 \| 7 \| 577.979 \| +10,5 \| 14 \| 6.354 \| +16,0 \| \| 2007 \| 8 \| 522.917 \| +19,4 \| 16 \| 5.475 \| +24,0 \| \| 2006 \| 8 \| 437.761 \| +4,6 \| 16 \| 4.414 \| +2,3 \| \| 2005 \| 8 \| 418.294 \| +9,8 \| 20 \| 4.314 \| -4,6 \| \| 2004 \| 8 \| 380.941 \| +32,3 \| 20 \| 4.523 \| +24,3 \| \| 2003 \| 9 \| 288.019 \| +65,3 \| 21 \| 3.638 \| +77,5 \| \| 2002 \| 15 \| 174.268 \| +123,1 \| 34 \| 2.050 \| +148,2 \| \| 2001 \| 24 \| 78.119 \| S/D \| 45 \| 826 \| S/D \| \| Fuente: ORSNA[6] \| \| \| \| \| \| \| |          |           |                      |          |             |                      |
| Año | Posición | Pasajeros | Incremento anual (%) | Posición | Operaciones | Incremento anual (%) |
| 2025 ENE-JUN | -        | 447.000   | -5                   | -        | -           | -                    |
| 2024 | 10       | 899.000   | +1                   | -        | -           | -                    |
| 2023 | 10       | 892.000   | +24                  | -        | -           | -                    |
| 2022 | 10       | 722.000   | +120                 | -        | -           | -                    |
| 2021 | 10       | 327.000   | +42,17               | -        | -           | -                    |
| 2020 | 10       | 230.000   | -65,93               | -        | -           | -                    |
| 2019 | 11       | 675.000   | +12,88               | -        | -           | -                    |
| 2018 | 14       | 598.004   | -4,60                | 16       | 5.065       | -15,49               |
| 2017 | 11       | 625.562   | -10,9                | 14       | 5.850       | -9,5                 |
| 2016 | 10       | 701.842   | -3,3                 | 13       | 6.454       | -7,3                 |
| 2015 | 9        | 725.638   | +16,3                | 13       | 6.963       | +14,3                |
| 2014 | 9        | 623.914   | +15,2                | 15       | 6.091       | -0,9                 |
| 2013 | 10       | 541.524   | +6,0                 | 15       | 6.148       | +2,9                 |
| 2012 | 10       | 511.000   | +0,3                 | 14       | 5.976       | +15,6                |
| 2011 | 8        | 509.151   | -13,5                | 16       | 5.170       | -21,5                |
| 2010 | 8        | 588.622   | +0,5                 | 13       | 6.589       | +1,6                 |
| 2009 | 7        | 585.806   | +1,3                 | 13       | 6.482       | +2,0                 |
| 2008 | 7        | 577.979   | +10,5                | 14       | 6.354       | +16,0                |
| 2007 | 8        | 522.917   | +19,4                | 16       | 5.475       | +24,0                |
| 2006 | 8        | 437.761   | +4,6                 | 16       | 4.414       | +2,3                 |
| 2005 | 8        | 418.294   | +9,8                 | 20       | 4.314       | -4,6                 |
| 2004 | 8        | 380.941   | +32,3                | 20       | 4.523       | +24,3                |
| 2003 | 9        | 288.019   | +65,3                | 21       | 3.638       | +77,5                |
| 2002 | 15       | 174.268   | +123,1               | 34       | 2.050       | +148,2               |
| 2001 | 24       | 78.119    | S/D                  | 45       | 826         | S/D                  |
| Fuente: ORSNA |          |           |                      |          |             |                      |

| Clasificación | Ciudad                               | Pasajeros (2017) | Pasajeros (2018) | Pasajeros (2019) | Variación | Aerolíneas                             |
| ------------- | ------------------------------------ | ---------------- | ---------------- | ---------------- | --------- | -------------------------------------- |
| 1             | Buenos Aires (Aeroparque), Argentina | 373.100          | 340.397          | 397.500          | +16,78    | Aerolíneas Argentinas, LATAM Argentina |
| 2             | Ushuaia, Argentina                   | 138.426          | 127.112          | 141.538          | +11,35    | Aerolíneas Argentinas, LATAM Argentina |
| 3             | Buenos Aires (Ezeiza), Argentina     | 29.923           | 49.409           | 49.678           | +0,54     | Aerolíneas Argentinas, LATAM Argentina |
| 4             | San Carlos de Bariloche, Argentina   | 36.673           | 42.996           | 48.643           | +13,13    | Aerolíneas Argentinas                  |
| 5             | Córdoba, Argentina                   | 15.230           | 17.318           | 16.376           | -5,44     | Aerolíneas Argentinas                  |
| 6             | Trelew, Argentina                    | 4.867            | 9.096            | 9.685            | +6,48     | Aerolíneas Argentinas                  |

### Aerolíneas y destinos que cesaron sus operaciones
- Aerolíneas Argentinas (Río Gallegos, Rosario, San Martín de los Andes)
- Líneas Aéreas Privadas Argentinas (Buenos Aires-Aeroparque, Comodoro Rivadavia, Río Gallegos, Río Grande, Río Turbio, Ushuaia)
- LATAM Argentina (Buenos Aires Aeroparque y Ezeiza), Ushuaia